# AP3S1
AP3S1 (англ. Adaptor related protein complex 3 sigma 1 subunit) – білок, який кодується однойменним геном, розташованим у людей на короткому плечі 5-ї хромосоми.  Довжина поліпептидного ланцюга білка становить 193 амінокислот, а молекулярна маса — 21 732.
| 10         |  | 20         |  | 30         |  | 40         |  | 50         |
| ---------- |  | ---------- |  | ---------- |  | ---------- |  | ---------- |
| MIKAILIFNN |  | HGKPRLSKFY |  | QPYSEDTQQQ |  | IIRETFHLVS |  | KRDENVCNFL |
| EGGLLIGGSD |  | NKLIYRHYAT |  | LYFVFCVDSS |  | ESELGILDLI |  | QVFVETLDKC |
| FENVCELDLI |  | FHVDKVHNIL |  | AEMVMGGMVL |  | ETNMNEIVTQ |  | IDAQNKLEKS |
| EAGLAGAPAR |  | AVSAVKNMNL |  | PEIPRNINIG |  | DISIKVPNLP |  | SFK        |

A: Аланін

C: Цистеїн

D: Аспарагінова кислота

E: Глутамінова кислота

F: Фенілаланін

G: Гліцин

H: Гістидин

I: Ізолейцин

K: Лізин

L: Лейцин

M: Метіонін

N: Аспарагін

P: Пролін

Q: Глутамін

R: Аргінін

S: Серин

T: Треонін

V: Валін

Кодований геном білок за функцією належить до фосфопротеїнів. 
Задіяний у таких біологічних процесах як транспорт, транспорт білків, поліморфізм. 
Локалізований у мембрані, цитоплазматичних везикулах, апараті гольджі.